# Kepler-437b
Kepler-437b es un planeta extrasolar que forma parte de un sistema planetario formado por al menos un planeta. Orbita la estrella denominada Kepler-437. Fue descubierto en el año 2015 por la sonda Kepler por medio de tránsito astronómico.